# James Richard Cheek
James Richard Cheek (Decatur, 27 de abril de 1936-Little Rock, 16 de mayo de 2011) fue un diplomático estadounidense, que se desempeñó como embajador en Sudán y en Argentina.

## Carrera
Sirvió en el Ejército de los Estados Unidos entre 1954 y 1956, formando luego parte de la reserva. Estudió en Arkansas State Teachers College, realizando una maestría en servicio internacional en American University en Washington D. C. en 1961.
Ingresó al servicio exterior de los Estados Unidos 1962. A lo largo de su carrera diplomática, estuvo destinado en Chile, Reino Unido y Brasil. Fue jefe de la sección política en la embajada en Managua (Nicaragua) de 1971 a 1974, subdirector de asuntos regionales en la Oficina de Asuntos del Cercano Oriente y Asia Meridional del Departamento de Estado entre 1975 y 1977; y subjefe de misión en Montevideo (Uruguay) de 1977 a 1979. Luego fue Subsecretario de Estado Adjunto para Asuntos Interamericanos entre 1979 y 1981, y encargado de negocios en El Salvador.
Fue becario de asuntos exteriores en la Universidad Howard y en la Escuela de Derecho y Diplomacia Fletcher de 1981 a 1982; subjefe de misión en Katmandú (Nepal) de 1982 a 1985; y jefe de misión y encargado de negocios ad interim en Adís Abeba (Etiopía) entre 1985 y 1988. Entre 1988 y 1989 fue diplomático en residencia en la Universidad Howard.

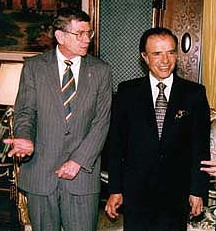
Cheek junto al presidente argentino Carlos Menem en 1996.

En 1989 el presidente George H. W. Bush lo designó embajador en Sudán, ocupando el cargo hasta 1992. En 1993 Bill Clinton lo designó embajador en Argentina, hasta 1996, tras haber integrado su equipo de transición.
En Argentina adquirió popularidad, en el marco de las estrechas relaciones con Estados Unidos bajo el gobierno de Carlos Menem, y llegó a formar amistad con celebridades locales. Se declaró hincha del Club Atlético San Lorenzo de Almagro por tener los colores de la bandera de Estados Unidos. En 1993 encabezó un incidente con la mascota de su hijo de once años, una tortuga llamada Spike que se le perdió en una estancia en la provincia de Córdoba durante un evento. Por esto, para encontrarla llegó a pedir asistencia a agencias de inteligencia estadounidenses (como la CIA y el FBI), además de a la SIDE argentina. La tortuga fue encontrada por la SIDE dos semanas después, a unos dos kilómetros del punto inicial, pero a partir de ese hecho, en el marco de una polémica con Mauricio Macri por su gestión en el Club Atlético Boca Juniors, Diego Maradona acuñó una frase que se popularizó como expresión: se le escapó la tortuga, dando a entender que la persona a la que se le escapa la tortuga es alguien lento, poco despierto, sin muchas luces, a quien se le escapan oportunidades de las manos de la forma más inverosímil.
Falleció en mayo de 2011 en Little Rock (Arkansas).